# Pheidole glomericeps
Pheidole glomericeps  (лат.) — вид муравьёв рода Pheidole из подсемейства Myrmicinae (Formicidae). Центральная Америка: Коста-Рика (в районе вулкана Турриальба, Картаго) и южная Мексика (Паленке, штат Чьяпас). Встречается на высотах от 10 до 920 м. Мелкие муравьи (1—2 мм) желтоватого цвета. Голова округлой формы с продольными бороздками (у крупных рабочих также есть две глубокие усиковые бороздки, отсутствующие у мелких особей). Промезонотум в профиль выпуклый. Узелок петиоля конический с тупой вершиной. Постпетиоль трапециевидной формы. Усики рабочих 12-члениковые с 3-члениковой булавой. 
Ширина головы (HW) — 0,40—0,80 мм, длина головы — (HL) 0,44—0,80, длина скапуса усика (SL) — 0,42—0,44, длина глаза (EL) — 0,04—0,10, ширина петиоля (PW) — 0,24—0,38. Сходен с такими видами группы Pheidole flavens, как Pheidole exigua, Pheidole moffetti, Pheidole nana, Pheidole nuculiceps, Pheidole orbica, Pheidole rudigenis, Pheidole sculptior и Pheidole styrax. Название виду (glomericeps) дано по сферической форме головы.